# Waar
Waar es una película pakistaní de 2013 de acción y suspenso dirigida por Bilal Lashari y producida por Hassan Rana. La película está protagonizada por Shaan Shahid, Meesha Shafi, Ali Azmat, Shamoon Abbasi, Ayesha Khan, Suhaib Rana y Kamran Lashari. Es una representación estilizada de los acontecimientos que rodean los esfuerzos de Pakistán para llevar a cabo una guerra contra el terrorismo, evento que dio lugar a la guerra entre las unidades tribales en el noroeste de Pakistán.

## Sinopsis
Mujtaba Rizvi (interpretado por Shaan Shahid) es un oficial retirado del Ejército de Pakistán que tuvo que abandonar su cargo prematuramente. La historia involucra una operación contra el terrorismo que se lleva a cabo en la región tribal del noroeste de Pakistán, dirigida por Ehtesham Khattak (interpretado por Hamza Ali Abbasi) y coordinada por su hermana, Javeria Khattak (interpretada por Ayesha Khan), una oficial de inteligencia. Ehtesham y Javeria se enteran de un importante ataque terrorista que solo puede ser contrarrestado con la ayuda del comandante Mujtaba.
La familia del comandante Mujtaba fue asesinada por Ramal (interpretado por Shamoon Abbasi), empleado corrupto de la agencia de espionaje de la India (RAW). El comandante Mujtaba quiere vengarse de Ramal y se presta para tratar de contrarrestar sus ataques.
Mulla Siraj, un talibán que trabaja con Ramal, opera desde un fuerte en el área tribal. Él le da a Ramal dos bombas para que ubique en algún lugar de Pakistán. Planeado por Laxmi, un espía de la RAW, los terroristas realizan un ataque en un centro de entrenamiento de la policía para desviar la atención de las agencias de seguridad. Mientras tanto, una bomba es ubicada en un vehículo que Ehtesham conduce lejos de la ciudad para eliminar el peligro, falleciendo cuando el artefacto hace explosión. La segunda bomba es ubicada en el Centro de Convenciones de Jinnah, Islamabad, pero el comandante Mujtaba contrarresta este ataque y salva al país de otro incidente terrorista mortal. Al final cobra su venganza matando a Ramal, afirmando que "el bien siempre prevalece sobre el mal al final".

## Reparto
- Shaan Shahid es el comandante Mujtaba Rizvi, oficial del ejército retirado
- Shamoon Abbasi[6] es Ramal, espía de inteligencia indio
- Meesha Shafi[6] es Laxmi, operaria de la inteligencia india
- Ali Azmat[6] es Ejaz Khan, un político
- Hamza Ali Abbasi es Ehtesham Khattak[6]
- Ayesha Khan[6] es Javeria Khattak, oficial de inteligencia y hermana de Ehtesham
- Hassan Rana es Taha Ali
- Bilal Lashari es Ali
- Kamran Lashari es Asher Azeem
- Nadeem Abbas es Rana
- Batin Farooqi es un militante
- Uzma Khan es la esposa de Mujtaba
- Imran Khan es un talibán

## Recepción
Waar recibió reseñas positivas de parte de la crítica especializada y se convirtió en la película pakistaní más taquillera de la historia. En su perfil en la página IMDb Waar se ubica en la posición No. 61 en la lista de largometrajes mejor calificados con más de 5.000 votos. Debido a que desde 2012 las películas del Top 250 necesitan al menos 25.000 votos,  Waar  no es parte del Top 250, ya que cuenta con alrededor de 22.000 votos en dicha página.
Rafay Mahmood de The Express Tribune le dio a la cinta tres estrellas de cinco y elogió la fotografía, la edición y el sonido, pero se refirió de manera crítica a la historia y algunas actuaciones. De acuerdo a su reseña, Waar es "una propaganda sin sentido que va a confundir aún más a una nación ya desconcertada sobre la perspectiva de Pakistán sobre la guerra contra el terrorismo. A la larga, demostrará ser una gran característica para el cine pakistaní, pero perjudicial para el intelecto".
Mohammad Kamran Jawaid de Dawn le dio a Waar una crítica negativa, calificando al guion como "un montón de instancias grabadas para tratar de formar una coherencia narrativa". También criticó el uso del inglés, afirmando que "atender al mercado internacional es una cosa, pero confiar únicamente en eso es ignorancia o arrogancia". Su revisión etiqueta a Waar como una "película llamativa donde la historia, la trama, la resolución, de hecho todo, cuelga de un hilo que al final falla". Salman Khalid, de Daily Times, se refiere al mensaje dado por la película que destaca la "perspectiva pakistaní sobre la amenaza del terrorismo", mientras aclama la historia, la dirección, las secuencias de acción y las actuaciones individuales. Rubban Shakeel de Skotato la calificó como una de las mejores películas de acción en Pakistán.